# José Arnaiz
José Manuel Arnaiz Díaz (Talavera de la Reina, 15 de abril de 1995), conocido simplemente como Arnaiz, es un futbolista español. Juega en la posición de delantero y su equipo es el Granada C. F. de la Segunda División de España.

## Trayectoria
Se inició como futbolista en la U. D. Talavera de su localidad natal. Tras debutar en Tercera División con el club talaverano, fichó por los juveniles del Real Valladolid C. F. en 2013. En marzo de 2015 hizo su debut con el Real Valladolid "B". El 7 de noviembre, tras haber iniciado la temporada en el Real Valladolid C. F. "B", hizo su debut profesional al sustituir a Pedro Tiba en el partido que terminó con empate 1-1 entre el Real Valladolid y el Club Deportivo Leganés en Segunda División.
El 8 de junio de 2016, tras anotar un total de 11 goles con el filial en la campaña anterior, renovó su contrato hasta 2019, pasando a formar parte del primer equipo. Anotó su primer gol como jugador profesional el 21 de agosto en la victoria por 1-0 del Real Valladolid frente al Real Oviedo. En su primera temporada completa con el Real Valladolid logró doce goles en treinta y cinco encuentro disputados.
El 28 de agosto de 2017 se confirmó su fichaje por el F. C. Barcelona "B" por una cantidad de 3,4 millones de euros más variables por objetivos. El 1 de septiembre debutó ante el Granada C. F. En su segundo partido con el filial logró un doblete en la victoria por 4 a 0 ante el Córdoba.
El 24 de octubre debutó con el primer equipo del F. C. Barcelona, contra el Real Murcia C. F. en la Copa del Rey, marcando su primer gol. Un mes después marcó en el partido de vuelta de la eliminatoria ante el cuadro pimentonero. El 4 de enero de 2018 hizo su tercer gol en tres partidos oficiales con el primer equipo, esta vez contra el R. C. Celta de Vigo en Vigo. Tres días después debutó en Primera División ante el Levante U. D. sustituyendo a Sergi Roberto en el minuto 85. Una pubalgia, de la que tuvo que ser operado, le apartó de los terrenos de juego los últimos cuatro meses de la temporada.
El 13 de agosto de 2018 se hizo oficial su fichaje por el C. D. Leganés para las siguientes cinco temporadas a cambio de cinco millones de euros. Hasta enero de 2019 no pudo debutar con el conjunto pepinero debido a una lesión.
El 30 de enero de 2020 el C. A. Osasuna hizo oficial su incorporación como cedido hasta final de temporada por 500 000 euros con una opción de compra no obligatoria de 4,5 millones. Esta no se hizo efectiva y una vez finalizó el curso regresó al C. D. Leganés, donde permaneció tres años hasta la finalización de su contrato en junio de 2023. Entonces regresó a C. A. Osasuna y firmó por dos campañas.
El 17 de julio de 2025 se hizo oficial su fichaje por el Granada C. F., hasta el año 2027, tras quedar libre al finalizar contrato con el C. A. Osasuna.

## Clubes
| Club                      | País   | Año       | Partidos | Goles |
| ------------------------- | ------ | --------- | -------- | ----- |
| U. D. Talavera            | España | 2013      | 7        | 0     |
| Real Valladolid C. F. "B" | España | 2014-2016 | 39       | 13    |
| Real Valladolid C. F.     | España | 2016-2017 | 42       | 12    |
| F. C. Barcelona "B"       | España | 2017-2018 | 20       | 6     |
| F. C. Barcelona           | España | 2017-2018 | 5        | 3     |
| C. D. Leganés             | España | 2018-2023 | 134      | 22    |
| C. A. Osasuna (cedido)    | España | 2020      | 14       | 2     |
| C. A. Osasuna             | España | 2023-2025 | 46       | 4     |
| Granada C. F.             | España | 2025-     |          |       |